# امی بارگر
امی بارگر (انگلیسی: Amy Barger؛ زادهٔ ۱۸ ژانویهٔ ۱۹۷۱) اخترشناس اهل ایالات متحده آمریکا است. وی همچنین از اعضای انجمن پیشبرد علوم آمریکا است و هم اکنون در دانشگاه ویسکانسین-مدیسن مشغول به کار است.

## زندگی
او از دانش‌آموختگان کینگز کالج، کمبریج است.